# Třebějice
Třebějice è un comune della Repubblica Ceca facente parte del distretto di Tábor, in Boemia Meridionale.